# Поличкин, Александр Петрович

Памятная табличка на доме № 33 по ул. Малышева в Екатеринбурге

Александр Петрович Поличкин (18 [31] мая 1910, Астрахань — 6 февраля 1999, Екатеринбург) — советский и российский балетмейстер, танцовщик, народный артист РСФСР (1979).

## Биография
Родился 5 мая (18 мая) 1910 года в Астрахани в многодетной семье. В 8 лет попал в детский дом, где проявил интерес к искусству.
В 1930—1933 годах танцевал в Бакинском театре оперы и балета, где познакомился со своей будущей женой Мурой — тогда пятнадцатилетней артисткой балета.
В 1934 году перешёл в Свердловский театр музыкальной комедии, в котором проработал сорок лет. Во время Великой Отечественной войны работал во фронтовых бригадах. Постепенно начал участвовать в постановках танцев в спектаклях. С 1955 года был главным балетмейстером театра. Поставил более семидесяти спектаклей.
Одновременно с работой в театре в 1942 году набрал подростков в новый ансамбль танца общества «Трудовые резервы» (позже «Сказ»). Танцевальный ансамбль, основанный Поличкиным, участвовал в церемониях открытия всесоюзных партийных, комсомольских, профсоюзных съездов, был лауреатом шести международных фестивалей молодежи и студентов в Гаване, Москве, Будапеште, Бухаресте, Варшаве, Вене. Гастролировал во многих странах.
Жил в Екатеринбурге на улице Малышева, 33.
Умер 6 февраля 1999 года в Екатеринбурге. Похоронен на Широкореченском кладбище.

## Семья
- Жена — артистка балета Мария Семёновна Поличкина.

## Награды и премии
- Заслуженный деятель искусств РСФСР (1956).
- Народный артист РСФСР (1979).
- Орден Дружбы народов (1986).
- Почётный гражданин Екатеринбурга (17 августа 1995 года)[2].

## Память
- С 1999 года, созданный Поличкиным ансамбль («Трудовые резервы», а потом «Сказ»), носит имя своего основателя: Народный ансамбль танца им. А. П. Поличкина.
- Мемориальная доска в Екатеринбурге на доме, в котором А. П. Поличкин жил и работал с 1942 по 1999 годы (улица Малышева, 33)[3].